# Ulrika Eleonora den yngre
Ulrika Eleonora den yngre (født 23. januar 1688, død 24. november 1741) regerende dronning af Sverige 1719-1720. Datter af Karl 11. af Sverige og Ulrika Eleonora af Danmark, søster til Karl 12. af Sverige samt kusine til August den stærke, Frederik 4. af Danmark og Frederik 4. af Holstein-Gottorp. Gift 24. marts 1715 med Fredrik af Hessen, den senere Frederik 1. af Sverige